# Ciumărna, Sălaj

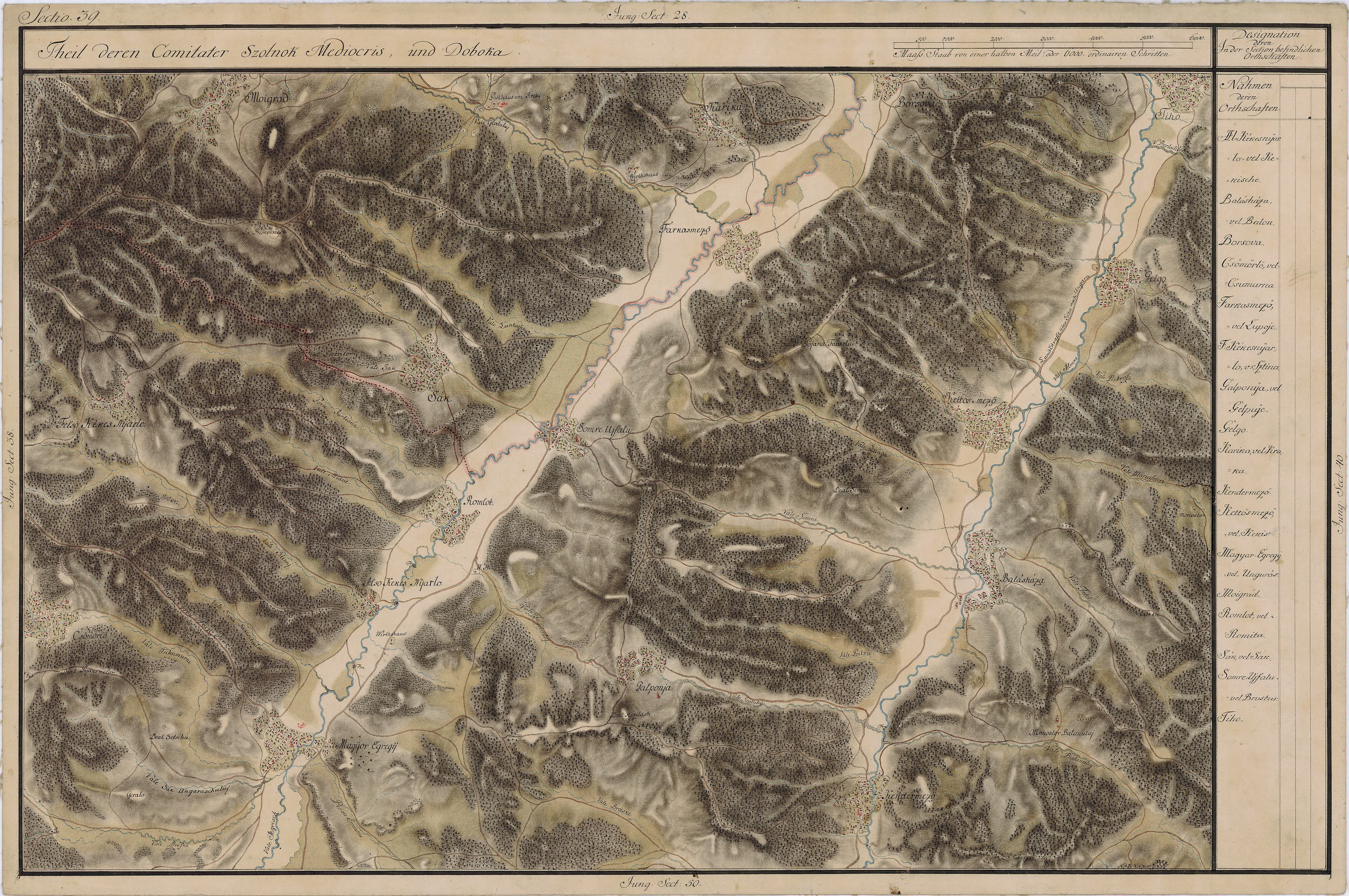
Ciumărna în Harta Iosefină a Transilvaniei, 1769-1773

Ciumărna este un sat în comuna Românași din județul Sălaj, Transilvania, România.

## Istorie

### Incident Istoric
La 8 septembrie 1940 în Ciumărna trupele ungare au ucis 11 români: Ioan Ghiurutan, subprimar, Ioan Țiriac și soția sa Ana, N. Rati, Teodor Țiriac, Rozalia Țiriac, Gavrilă Oprea Ticău, Gavrilă Ortelecan, Florea Ciglăneanu, Niculae Barburaș și un țăran din Trăznea..
În 1940, pe lângă cei 873 de români, locuiau aici doar 22 de maghiari și 11 evrei.
Pentru a evita deportarea, evreii s-au declarat etnici maghiari, renunțând la numele evreiești și adoptând nume de rezonanță maghiară. După masacru, autoritățile ungare au adus alți 21 de maghiari, jandarmi și alți funcționari, crescând astfel la 54 numărul maghiarilor din sat.

## Lăcașuri de cult
- Biserica Sfinții Arhangheli

## Imagini

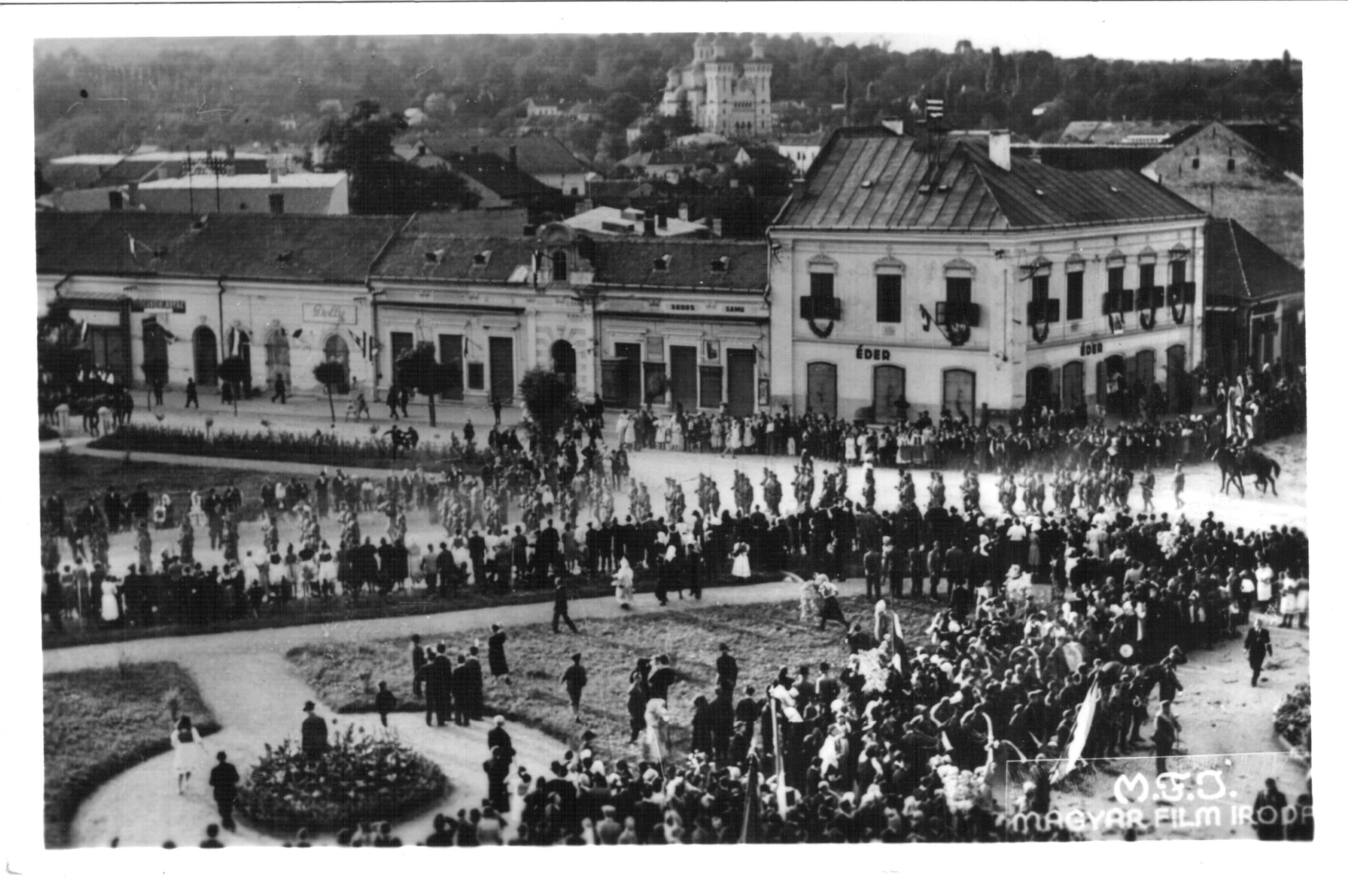
Trupele maghiare marsaluiesc in Zalău la cateva ore inainte de masacru